# Wijnjewoude
Wijnjewoude est un village situé dans la commune néerlandaise d'Opsterland, dans la province de la Frise. Son nom en frison est Wynjewâld. Le 1er janvier 2008, le village comptait 2 062 habitants.
Le village de Wijnjewoude a été créé en 1974 par la fusion de deux villages, Wijnjeterp et Duurswoude, en fusionnant également les mots (cas de mot-valise).